# 187-я стрелковая дивизия (1-го формирования)
187-я стрелковая дивизия 1-го формирования (187 сд) — воинское соединение Вооружённых сил СССР, принимавшее участие в советско-польской и Великой Отечественной войнах.
Период вхождения в состав Действующей армии: 17 — 28 сентября 1939 и 2 июля 1941 — 1 ноября 1941 года.
Погибла в боях в сентябре 1941 года в Белоруссии. Официально была расформирована 1 ноября 1941 года.

## История
На 22 июня дивизия находилась в Харьковском ВО. 25 июня вышла директива Ставки и формировании Группы Армий Резерва Главного Командования под командованием маршала Буденного. Дивизия по этой директиве включалась в состав 45 ск (187, 232 сд) комкора Э. Я. Магона 21-й армии. Местом сосредоточения которого был район Чернигова — Краснянский лагерь.
27 июня дивизии было приказано изменить место сосредоточения на Могилев.
К 1 июля 1941 года подразделения дивизии начали прибывать в район южнее Могилева на берег Днепра на участке Могилев, Быхов, Рогачев. Полоса обеспечения и передовые отряды находились на западном берегу и выдвигались к р. Друть. 2 июля в дивизию прибыл 419-й гаубичный артиллерийский полк.
Вплоть до 7 июля дивизия занимала оборону на фронте протяженностью около 100 км, её боевой порядок был построен следующим образом:
- 292-й сп с батареями 325-го лап и саперной ротой — Могилев (иск.) — Гребнево — Вильчицы — ст. Барсуки — Барколабово /более 35 км/;
- 338-й сп с батареей 38-го оиптд и полутора саперными ротами Барколабово (иск.) — Мокрое — Ст. Быхов — Селец /ок.30 км/;
- 236-й сп с батареей 38-го оиптд и полутора саперными ротами Селец (иск.) — Обидовичи — Шапчицы — Свержень /
- 419-й гап находился на марше в районе д. Поповка, п. Довск,
- 334-й озад и штаб 256-го сапб в Чернигове;
- КП командира дивизии у дер. Ветренка Быховского района, в резерве комдива батарея 45-мм орудий 38-го оиптд и одна батарея 76-мм орудий 325-го лап в направлениях Могилев, Быхов, Рогачев.

3 июля противник начал наступление на передовой отряд дивизии в районе обороны 8-й роты 338-го стрелкового полка, действовавшую как передовой отряд дивизии. Рота с боем начала отход в направлении Ст. Быхова. Отступившая пехота при поддержке подошедшей противотанковой артиллерии, закрепилась на рубеже д. Вьюн и остановила противника. Здесь действовала 3-я тд из состава танковый группы Гудериана.
4 июля немецкие передовые части вышли к Днепру и завязали бой за переправы. 5 июля В 10 часов 30 минут противник овладел Ст.Быховым. Попытка противника форсировать р. Днепр в районе Гадиловичи была отбита. Передовой отряд 338-го стрелкового полка в результате боя с противником силою до 45 танков на рубеже Незовка, Глухая Селиба отошел на восточный берег р. Днепр.
10 июля враг форсировал Днепр. Южнее Могилева переправлялись части XXIVMK (3-я тд, 4-я тд, 10-я мд). Одновременно противник выбросил десанты в глубине советской обороны — у дд. Костинка, Махово. Был образован крупный плацдарм 7 км ширины и 10 км глубины. 292-й сп и 338-й сп в течение суток беспрерывно отбивали атаки противника. Предпринятые контратаки дивизии привели к большим потерям, но успеха не имели, после чего войска были отведены на рубеж Кульмица, Красная Слобода.
К 15.07.1941 дивизия имела в своем составе только один 236-й сп. 338-й сп отошел на юг и с 15 июля был подчинен 102-й сд. 236-й сп и вся оставшаяся артиллерия (325-й артиллерийский, 419-й гаубичный артиллерийский полки, 38-й отдельный артиллерийский дивизион, 334-й зенитный дивизион) отошли южнее Пропойска и на 18 июля удерживали рубеж Ржавка, Куликовка. Штаб 187-й дивизии и её уцелевшие подразделения подчинил себе действовавший в том направлении командир 67-го стрелкового корпуса комбриг Жмаченко.
К 22 июля противник силами 1-й кд перешел в наступление на стыке 151-й и 187-й сд и потеснил наши части на юг. К 25 июля на помощь были отправлены части вновь восстановленного 21СК (117сд и 155сд) под командованием ген. майора Закутного Д. Ф..
К 11 августа 187 сд обороняла рубеж Кабыличи, Ващанка. На помощь частям 67СК перебрасывалась 167сд. Утром 13 августа 187 сд перешла в наступление однако успеха это наступление не имело. Противник продолжал наступать на юг, занял Довск и стал оттеснять 117 и 187сд к р. Сож. К вечеру 187сд стала отходить к р. Сож. К исходу дня 13 августа 187 сд занимала рубеж южн.окр. Рудня, Кабыличи, Зятковичи. С 14 августа 117 и 187сд перешли под управление 28СК. 14 августа противник ввел в прорыв 1кд, которая захватила Чечерск, где находился штаб 21А. Управление частями 21А было окончательно потеряно. 117 и 187сд перешедшие под командование 28СК были оттеснены за Сож и продолжали отступать по восточному берегу р. Сож. Направление на Гомель было практически открыто.
15 августа дивизию вывели в резерв Центрального фронта. 18 августа 187 сд ведёт бой с противником, обороняя рубеж: по вост.берегу р. Беседь.
Состав на 20.08:
- 8427 человек,
- винтовок — 6307,
- ст.пулемётов — 16,
- РП — 84,
- ППД — 406,
- орудий — 48,
- миномётов — 12.

25 августа Центральный фронт был расформирован и дивизия в составе 21 армии передавалась в состав Брянского фронта Еременко. Под натиском вражеских сил форсировавшего Десну дивизия отступала на юг в район Щорса. к 1 сентября 1941 фронт обороны 21А представлял собой огромную дугу, на вершине которой оборонялись 117 и 187 сд. 5 сентября после усиления вражеской группировки 45 и 293 пехотными дивизиями переброшенными из Полесья было принято решение об отводе 21А за Десну. 6 сентября 21А была передана Ставкой ВГК в состав войск Юго-Западного фронта.
11 сентября над 21А нависла угроза расчленения на части. К исходу 12 сентября 187-я сд вела бои на рубеже юго-зап. окр. Борзна, (иск.) Аленовка. К 13 сентября положение 28СК было практически катастрофическим. Сами дивизии корпуса были частично расчленены наступлением противника. Малочисленные дивизии корпуса, который вёл непрерывные бои уже в течение месяца и отступавший от Рогачева до Бахмача с трудом сдерживали атаки противника, которые шли со всех сторон. Части корпуса (117, 187 и 219мд) попали в окружение южнее Борзна. К 13 сентября утру отдельные их группы с командирами без командиров стали прибывать в район Плиски.
В течение 14-15 сентября части 28 стрелкового корпуса отходили в направлении Прилук и заняли оборону на р. Удай. 21 армия в боях на Десне понесла очень большие потери. Все дивизии армии насчитывали всего по нескольку сот бойцов, а вся 21А не более 6000 человек. Тем временем вечером 14 сентября соединились танковые группы противника тем самым окончательно окружив основные силы Юго-западного фронта. Вечером 17 сентября остатки корпуса продолжили свой отход в направлении Пирятин, где был штаб фронта и штаб 21-й армии. 18 сентября командование ЮЗФ приказывает всем армиям фронта прорываться на восток. Командующий 21А ген-лейтенант Кузнецов принял решение пробиваться на Ромны. Остатки 28СК были разбиты в боях у Пирятина 19-21 сентября. Здесь погибли и остатки 187-я стрелковая дивизия. Командир дивизии полковник Иванов 15 сентября 1941 года был тяжело ранен и эвакуирован на Большую землю.
Официально дивизия была расформирована 1 ноября 1941 года.

## Состав
- 236-й стрелковый полк
- 292-й стрелковый полк
- 338-й стрелковый полк
- 325-й артиллерийский полк
- 419-й гаубичный артиллерийский полк
- 38-й отдельный истребительно-противотанковый дивизион
- 334-й отдельный зенитный артиллерийский дивизион
- 101-й разведывательный батальон
- 256-й сапёрный батальон
- 243-й отдельный батальон связи
- 158-й медико-санитарный батальон
- 122-я отдельная рота химзащиты
- 11-й автотранспортный батальон
- 98-й полевой автохлебозавод
- 49-й корпусной ветеринарный лазарет
- 251-я походная ремонтная мастерская
- 403-я полевая почтовая станция
- 282-я полевая касса Госбанка
- 1823-й гурт скота[1]

## Подчинение
| На дату    | Фронт             | Армия      | Корпус                 |
| ---------- | ----------------- | ---------- | ---------------------- |
| 22.06.1941 | Резерв Ставки ГК  | -          | 45-й стрелковый корпус |
| 01.07.1941 | Резерв Ставки ГК  | 21-я армия | 45-й стрелковый корпус |
| 10.07.1941 | Западный фронт    | 13-я армия | 45-й стрелковый корпус |
| 01.08.1941 | Центральный фронт | 21-я армия | 21-й стрелковый корпус |
| 01.09.1941 | Брянский фронт    | 21-я армия | 28-й стрелковый корпус |

## Командиры
- Абрамидзе, Павел Ивлианович (сентябрь 1939 — ноябрь 1939), комбриг.
- Иванов, Иван Иванович (июль 1940 — июль 1941), полковник.